# Naustdal
Naustdal este o comună din provincia Sogn og Fjordane, Norvegia.